# 雷神之锤4
《雷神之錘4》（英語：Quake 4），是雷神之錘系列的第四代遊戲，由之前與id Software合作多次的Raven Software開發，Activision發行。
《雷神之錘4》使用了《毀滅戰士3》的引擎，遊戲於2005年10月製作完成，18日發行PC版，11月22日Xbox 360版發行，另外還發行了DVD典藏版，裡頭附送了完整版的《雷神之錘II》和資料片。
遊戲的故事直接從二代跳到四代，二代和三代、三代和四代沒有直接關聯，因為《雷神之錘III》沒有所謂的故事情節，只提供了很有限的單人遊戲，並把焦點專注在多人遊戲上。

## 單人遊戲
四代故事接續二代，玩家必須對抗稱為史卓格（Strogg）的外星生化改造種族。在21世紀中葉，這支外星種族對人類發動了侵略。戰爭進行了多年，由於地球資源逐漸耗盡，人類於是試圖對史卓格的母星史卓格斯（Stroggos）發動一場突襲，扭轉頹勢。這並不是一個簡單的任務，在全球防衛軍（Global Defense Force，簡稱GDF）的艦隊對這個星球投下空降艇時，絕大多數的空降艇都被一個名為「大砲」（The Big Gun）的武器擊毀了。但是一名幸運的陸戰隊員（也就是雷神之錘II的主角Bitterman）摧毀了這個防禦設施，並擊敗了史卓格的領導馬克龍（Makron）。
戰爭並未因此而結束，史卓格有了另一個馬克龍，並繼續著戰爭。真正要擊敗史卓格的方法是摧毀或關閉一個名為「核心」（Nexus）的裝置，核心是一個巨大的中央情報系統，可以讓所有史卓格人在瞬間彼此通訊。若是核心失去了作用，則史卓格的領導將無法指揮他們的軍隊，這會為人類的勝利帶來一些希望。主角是一位叫瑪修‧凱恩（Matthew Kane）的太空陸戰隊（Space Marine Corps，簡稱SMC）隊員（他是截至目前為止，雷神之錘系列中唯一有‘真正名字’的主角。），被分派到犀牛小隊（Rhino Squad），陸戰隊的任務是進攻史卓格斯，並摧毀核心。遊戲從主角的登陸艇被意外擊落後開始。
單人遊戲中有機會使用到一些交通載具，也有許多時候會有電腦隊友協助你作戰，除了提供火力支援外，醫護兵和技工可以治療玩家和修復玩家的護甲。隨著故事進行，主角還會被史卓格人抓走並進行改造，但在改造完成之前，一組陸戰隊殺入改造工廠解救了主角，接下來的遊戲過程，主角會擁有許多史卓格人的特性。最終也是靠著史卓格化的主角才消滅了新的馬克龍和核心。

### GDF與SMC
全球防衛軍（Global Defense Force，簡稱GDF）是統合地球所有武力的軍隊，這支軍隊為了對抗史卓格的侵略而成立。GDF底下還分有各個軍種的部隊，例如在雷神之錘系列的二代和四代中出現的陸戰隊（Space Marine Corps，簡稱SMC；在二代中又名 Terran Coalition of Man，簡稱 TCM）。SMC組織了多次對史卓格的反擊，包括對敵人母星史卓格斯的攻擊。主角瑪修‧凱恩服役的犀牛小隊亦隸屬於SMC。
在戰鬥中，友方的陸戰隊員們通常可以提供極大的幫助。他們能夠協助主角消滅各種史卓格士兵，而不是擔任「砲灰」的角色。這些陸戰隊員們通常槍法佳，而且會尋找適當的掩護。
SMC除了一般的士兵外，另外有醫護兵和技師這兩種專門人員。醫護兵著紅白色相間的護甲，技師著藍色護甲，他們可以替玩家恢復生命值和護盾值。技師常進行入侵或操作史卓格電腦的任務，有時也負責把鎖住的門切開。在星際船艦和載具方面，SMC亦有相當多種部隊。例如星際巡洋艦漢尼拔號（USS Hannibal）、星際航空母艦/驅逐艦（Carrier/Destroyer）、步行機甲、空浮坦克和卡車等等。

#### 犀牛小隊
在對史卓格斯的攻擊期間，主角所屬的犀牛小隊和其他小隊一同參與了許多重要的戰役。以下是他們主要的成員：
- 瑪修凱恩下士（Corporal Matthew Kane）

凱恩是本作的主角，也是犀牛小隊的一位新成員。專長是偵搜。
- 達利中尉（Lieutenant Daily）

犀牛小隊前任的指揮官，在本作故事的幾個月前就已經陣亡了。
- 史考特沃斯中尉（Lieutenant Scott Voss）

在前任指揮官達利中尉陣亡後，沃斯中尉成為犀牛小隊的新隊長。隨著遊戲劇情的發展，沃斯中尉被史卓格人俘虜而且進行了史卓格化的工程。改造成半機械的史卓格人。
- 戴爾莫瑞斯中士（Sergeant Dell Morris）

犀牛小隊的通訊專家。在沃斯中尉陣亡以後承擔了隊長一職，並晉升為少尉（Second Lieutenant）。
- 馬利安畢德威（Master Sergeant Marian Bidwell）

副隊長。在「領先作戰」（Operation: Advantage）行動中，在遭遇收割者時陣亡。
- 尼可萊史萊喬諾維奇代理下士，綽號「大錘」（Lance Corproal Nikolai "Sledge" Sledjonovitch）

重型武器專家。後來晉升為中士（Sergeant）。
- 約翰史特勞斯二等兵（Private Johann Strauss）

犀牛小隊的技師。當有需要入侵史卓格系統時，史特勞斯常扮演重要的角色。
- 耶利米安德森二等兵（Private Jeremiah Anderson）

醫務兵。在救援史卓格化的主角逃出史卓格醫療設施（Strogg Medical Facilities）時不幸陣亡。
- 亞雷漢德羅柯特司下士，綽號「亞歷斯」（Corporal Alejandro "Alex" Cortez）

小隊的狙擊手，槍法極佳。在初次見面時曾以三槍就擊斃三個史卓格陸戰隊員。
- 威廉羅茲下士，綽號「比利小子」（ Corporal William "Billy" Rhodes）

專長是爆破。協助破壞了許多重要的史卓格設施。

#### 載具
在單人遊戲中，玩家總共可以駕駛空浮坦克和步行機甲兩種載具，還有機會操縱卡車上的機槍（不過沒有機會駕駛它）。
- 空浮坦克（SMC Hovertank）

高機動、高裝甲、高火力的浮行坦克，武器是一門發射高爆彈主砲和一挺重機槍。配有能量護盾。
- 步行機甲（SMC Walker）

一種二足的武裝機器人，配有一門六聯裝的飛彈發射器和一挺機槍。行動速度比坦克慢的多，不過也有能量護盾。
- 運輸卡車（Heavy floating trucks）

具備空浮能力的運輸車輛，其上有一挺機槍。這種卡車在領先作戰中曾被用來搭載EMP炸彈。

### 史卓格[5]
史卓格是一個生化種族，在21世紀中對人類發動了戰爭。這場戰爭的目的是獲取他們殺死的人類遺骸。史卓格一開始究竟是什麼樣的種族並不確定，他們把敵人改造成新的史卓格人（這個過程稱為史卓格化，這就是他們繁衍的方式），因此最後他們會變成完全不一樣的種族。史卓格化會為那些對象加上許多機械結構，並且完全控制住他們的心智，為史卓格大軍賣命。史卓格也從死屍的蛋白質裡獲取一種名為 Stroyent 的物質，這對史卓格人來說是維持生命所必須的補給品，獲取 stroyent 就是史卓格人發動戰爭的最大動機。史卓格人的身體裡有一種叫作 Nanite 的奈米機器人，能夠快速的替史卓格人修復身體組織，這讓史卓格人更加的強大而難以殺死。這種機器人在史卓格士兵死後也會分解他們的屍體，他們會發出綠光，然後溶解在空氣中。史卓格會使用專門的科技來回收這些溶解的物質。

#### 一般部隊
- 史卓格陸戰隊（Strogg Marine）

最常見的敵人，耐力很低，槍法不怎麼準，造成的傷害也不高。
- 野豬獸（Grunt）

一隻怪物型態的矮壯敵人，時常朝玩家衝鋒並試著用爪子把玩家撕成碎片。
- 浮游哨兵（Sentry）

浮游哨兵看起來像是左右裝了兩隻槍的黃色桶子，移動速度很慢，耐力稍低，不過能持續的用他的機關槍給予玩家打擊。
- 異型科學家（Scientist）

異型科學家的任務是對俘虜的敵方士兵進行「史卓格化」（Stroggification）的工作。他們只有上半身，浮在空中，而且有四隻手臂。
- 轉換者

- 黏液轉換者（Slimy Transfer）

史卓格化失敗的人類，有些像是喪屍，會吐出胃酸攻擊玩家。
- 失敗轉換者（Failed Transfer）

同樣是史卓格化失敗的人，不過拿有槍械。
- 狂戰士（Berserker）

狂戰士是一個相當高大而壯碩的士兵，一隻手是長釘狀的刀，一隻手是圓錘，像野豬獸一樣愛向玩家衝鋒。耐力較高，因此有時相當致命。
- 重砲手（Gunner）

重砲手大部分時候會陪同一隊陸戰隊一起出現。他們有相當厚重的裝甲，配有釘槍和槍榴彈作為武器，是個強大的敵人。
- 戰術士兵（Tactical Strogg）

戰術士兵是被改造過的 GDF 士兵。比起史卓格陸戰隊來說，他們槍法更準，懂得在掩蔽物後射擊，而且總是團隊行動。不過耐力只有普通。
- 鐵處女（Iron Maiden）

一個飛行、貌似女性的部隊。僅有上半身，耐力和陸戰隊差不了多少。主要武器是一門飛彈發射器，另外一隻手是爪子。如果受到攻擊，她可能會把自己傳送到另外一個地方突擊玩家。她也有能力發出某種高頻聲波來干擾玩家。
- 神鬼戰士（Gladiator）

一名高大、全身厚重裝甲的士兵。在他的肩膀上有一門磁軌砲，以及一個護盾產生器，可以製造一個難攻不破的能量盾牌（不過閃電槍可以輕易瓦解這個）。
- 傳送犬（Teleport Dropper）

傳送犬本身沒有武器或戰鬥能力，不過牠會傳送諸如陸戰隊一類的士兵到身旁去戰鬥，然後自己躲起來。
- 輕型人形坦克（Light Tank）

整體而言類似於狂戰士和重砲手的綜合版，右手是一門火箭發射器，左手是個圓錘。耐力相當高。雖然他的火箭發射器可以在遠方攻擊玩家，他卻偏好衝上來用錘子攻擊。
- 重型人形坦克（Heavy Hover Tank）

重型人形坦克基本上就像是一台生化坦克，防禦力高而且能給予玩家重大打擊。武器是一門巨大的飛彈發射器和釘槍。
- 核心保衛者（Stream Protector）

核心保衛者長得像是一隻白色的人形蜘蛛。配有大量武器，例如肩上的兩挺能量槍、背後的飛彈發射器、手上的能量槍和火焰放射器。耐力亦相當驚人。

#### 載具或固定式武器
- 空投艇

史卓格用來用送部隊的小型飛機，也曾用以投放炸彈過。
- 滾動機器人（Convoy）

一個圓形的機器，會以高速的滾動閃避攻擊，然後再停下來展開身體內的武裝進行射擊。
- 大黃蜂攻擊機（Hornet）

一種小而靈活的戰機，設計目的是消滅地面部隊。為此裝備了飛彈，也有投擲炸彈的能力。
- 收割者（Harvester）

收割者是一種極為巨大的紅色四腳蜘蛛，主要武器是飛彈和釘槍，身體下方有許多觸手。即便是開著一台坦克，也需要相當多發的射擊才能消滅這個敵人。如果太過靠近，收割者就會用他銳利的腳進行戳擊。
- 砲塔（Turret）

遊戲裡有各種砲塔，包括固定式的和空投式的。固定砲塔出現在某些建築物內外；而空投式砲塔則由空投挺佈署在野外，常用來阻擋 SMC 部隊的前進。

#### 頭目
- 沃斯（Voss）

沃斯在被史卓格俘虜以後，他的身體被焊上機器，成了一個巨大的半人半機器的史卓格。出現在廢棄物處理設施（Waste Processing Facility）。
- 網絡守護者（Network Guardian）

負責守護核心塔周圍的三座安全塔的巨大史卓格怪物，背後有個飛行背包，讓他得以飛在空中。
- 馬克龍（Makron）

史卓格的首領，同時也是一個強大的史卓格。第一次出現在核心集線中心（Nexus Hub）中，在戰鬥後俘虜了主角。第二次出現時則在核心，和主角做最後的決戰。

## 多人遊戲
《雷神之錘4》提供了四個多人遊戲模式：死亡竞赛（Deathmatch）、團隊死亡競賽（Team-Deathmatch）、錦標賽（Tournament）和搶旗（Capture the Flag），除了彈藥需要裝填外，《雷神之錘4》的對戰感和前幾代遊戲是很相似的。

## 武器
- 能量手槍（Blaster）

只在單人模式裡出現。能量手槍是基本的武器。就像一把真正的手槍一樣，每一次扣擊只會射擊一發能量彈。它的攻擊力不高，不過彈藥是無限的，而且不需要更換彈夾。能夠充能後再射擊，令射出的能量射彈會強勁一些，並有小範圍的擴散殺傷。能量手槍也裝有手電筒。
- 圓鋸護手（Gauntlet）

只在多人模式裡出現。當玩家剛進入多人遊戲時就擁有這個武器。這個裝在手上的電鋸可以用來砍殺對手。在雷神之錘3裡也出現過類似的武器。
- 機關槍（Machine Gun）

單人模式最早拿到的武器。這把槍算是相當通用的槍枝，在對付一般的史卓格士兵時的效果不錯，不過對付大型的敵人時效果不佳。機關槍的彈夾一開始有40發子彈，後來升級到80發。槍上配有一個狙擊鏡，可以用來狙擊敵人。機關槍是另一把有裝手電筒的槍。當玩家剛進入多人遊戲時就擁有這個武器。
- 霰彈槍（Shotgun）

這把霰彈槍和一般的霰彈槍差不多，可填8發子彈，在近距離威力強大。升級後使用彈夾裝彈，而每個彈夾可以裝入10發子彈。
- 高速能量槍（Hyperblaster）

高速能量槍能夠以極快的射擊頻率發射高速的能量彈（飛行速度比子彈慢些），殺傷力高。每個電池能提供60發射擊。升級後的能量彈能在碰撞牆壁後反彈。
- 榴彈發射器（Grenade Launcher）

和現實中的榴彈發射器類似，這把槍能夠發射一個射程稍短的榴彈，一次殺傷一個範圍內的敵人。
- 釘槍（Nailgun）

顧名思義，釘槍能以極快的速度發射一種釘子形的鏢彈（但是，和子彈或高速能量槍比起來，釘子飛行的速度沒有那麼快），殺傷力高。在第一次升級後，釘槍的彈夾容量會從50發提升到100發。第二次升級則為它加上追蹤功能。
- 火箭發射器（Rocket Launcher）

火箭發射器是一把強大的武器，基本上類似於一把真正的火箭筒。射出的火箭有極大的殺傷力，和榴彈一樣能夠攻擊一定的範圍。在升級以後，可以透過火箭發射器上的導引器引導火箭飛行，並且能一次在發射器裡填入三發火箭彈。
- 電磁軌道槍（Railgun）

電磁軌道槍的功能和狙擊槍類似。它有一個狙擊鏡可以開啟。射出的強力子彈會立即命中、殺死一般的史卓格士兵。升級以後能夠貫穿一排敵人。
- 閃電槍（Lightning Gun）

閃電槍能發射強力的閃電，在擊中目標時，除了提供高殺傷以外，也能在一定程度上麻痺目標的行動，並且是不需要更換彈夾的。在單人模式中，這把槍能夠快速的解除神鬼戰士（Gladiator）的能量護盾。
- 黑暗物質槍（Dark Matter Gun）

這是遊戲裡威力最大的槍，打出的黑暗物質會在擊中牆壁或地板以後爆炸。一般的史卓格士兵只要一發就能解決，而非頭目的史卓格通常撐不過兩發射擊，不過由於黑暗物質飛行的速度不快，敵人有時有辦法閃掉它。發射頻率低是另外一個缺點，這把槍需要好幾秒（約5秒以上）才能準備好下一發射擊。在這個漫長的等待期間中，玩家要是切換到另外一樣武器的話，這把槍就沒辦法把下一發黑暗物質填上去，所以要是需要連續發射的話，就非得一直拿著這把槍不可。

## 競賽
部分由於和《雷神之錘3》多人遊戲的相似性，《雷神之錘4》在某些專業電子競技比賽中曾做為比賽項目。
《雷神之錘4》曾在以下這些競賽做為比賽項目過：
- 職業電子競技聯盟（2005）
- ESWC（2006/2007）
- QuakeCon (2005–2007)
- 世界電子競技大賽（2006）
- World Series of Video Games（2006/2007）

## 模組編輯
就像以前的系列作一樣，《雷神之錘4》可以被大幅的修改。這讓《雷神之錘4》有和前作類似的遊戲模組，例如 Rocket Arena和 Quake 4 Fortress （雷神之錘版的絕地要塞2）。不過 Quake 4 Fortress 在完成以前就被放棄了，但是製作者釋出了內含完整原始碼的 alpha 版。
在競賽遊戲方面有兩個主要的模組：Q4Max 和 X-Battle 。線上的《雷神之錘4》競賽社群以這兩種模組分為兩群。許多線上隊伍都玩這兩個模組，例如 ClanBase EuroCup 和 GGL 。雖然這兩個模組把線上玩家們分成了兩群，由CPL 、ESWC 、WCG 、QuakeCon 和WSVG 舉辦的離線專業區域網路錦標賽都選擇 Q4Max 作為比賽模組。
Q4Max 和 X-Battle 的隊伍群和 id Software 的 SyncError 合作，並開發了新的模組 Delta CTF。這個模組讓玩家可以在《雷神之錘4》裡玩到類似於《雷神之錘2》的搶旗遊戲。
另一個備受矚目的模組是 SABot。在 SDK 釋出不到一個月內，這個模組成功的做出多人遊戲用的機器人（bot）（許多評論者為《雷神之錘4》沒有機器人這點而批評）。

## 評價
大部分的評論傾向於給予PC版正面評價。例如，Metacritic 和 MobyGames 分別給了 79/100 和 81/100 的分數。諸如 IGN 和 UGO 之類的網站和雜誌對遊戲的單人模式、圖像表現和好萊塢級的配音表示讚賞，但是批評遊戲的多人模式太過類似於《雷神之錘3》這點。GameSpot 給《雷神之錘4》8.0 的評分，並如此評道：「遊戲的單人模式非常的有趣，但是它了無新意的的多人遊戲實在有待加強。」PC Gamer Magazine 則對單人和多人模式都有相當好的評價。在遊戲釋出的幾天以後，雷神之錘4在多數的評論中奪得80%到90%的分數。
Xbox 360 版的遊戲則表現略差一些，不過仍然得到較正面的評價，在 Metacritic 上得到 75/100，而在 MobyGames 得到 75/100 的平均分數。Electronic Gaming Monthly 則認為遊戲的單人模式劇情並不很有創意，不足以和其他遊戲（例如《戰慄時空2》）相提並論，遊戲在 Xbox 360 上的表現也不佳。IGN 給了 8.1/10 的評分，並評道：「《雷神之錘4》是那種對於好幾年沒有自己的個人電腦的遊戲機玩家而言相當有吸引力的遊戲。單人遊戲多變而且有趣，在主角被史卓格化以後又更加好玩。敵人從愚笨的直接向玩家衝擊變得動作靈活而多變，讓遊戲的後半部變得更加有趣。而且遊戲裡也有幾場值得一玩的頭目戰。血腥的圖像和完美的光影表現實在太棒了，這將會吸引許多希望找款快節奏遊戲放鬆一下的玩家。」而 GameSpot 給了比 PC 版差的評價：6.6 分。他們寫道：「《雷神之錘4》是款好遊戲，可惜他有趣的成份被埋在好幾層令人相當失望的圖像表現問題之下。」X-Play 給了 Xbox 360 版 3/5 分，而 PC 版 4/5 分。

## 各平台版本
Linux版於2005年10月20日釋出，安裝時需要Windows版的光碟。
Xbox 360版於2005年10月22日發行。
Aspyr Media於2006年4月5日發行支援PowerPC和Intel處理器的Mac版。